# Ormosia bergrothi
Ormosia bergrothi är en tvåvingeart som först beskrevs av Gabriel Strobl 1895.  Ormosia bergrothi ingår i släktet Ormosia och familjen småharkrankar. Inga underarter finns listade i Catalogue of Life.